# Бели Дунав (станция метро)
Белый Дунай (болг. Бели Дунав) — станция Второй линии Софийского метрополитена.

## История
Станция построена в рамках пускового участка Второй линии (2011—2012).

### Расположение и интерьер
Станция является первой подземной станцией линии, расположена на третьем подземном уровне, с боковыми платформами длиной 105 м. Имеет два подземных вестибюля, на которых расположены лифты для маломобильных граждан и эскалаторы, выходящие на поверхность.
Пол и стены застланы керамогранитом в жёлто-бежевых тонах, а на стенах рекламные участки в зелёных тонах. Станция носит название улицы «Белый Дунай», которая пересекает трассу метротоннеля. Поэтому на стенах стоит цитата Ивана Вазова: «Тихий Белый Дунай волнуется, весело шумит…».
Рядом со станцией построен длинный подземный паркинг, вход в который возможен через восточный вестибюль станции.

## Галерея

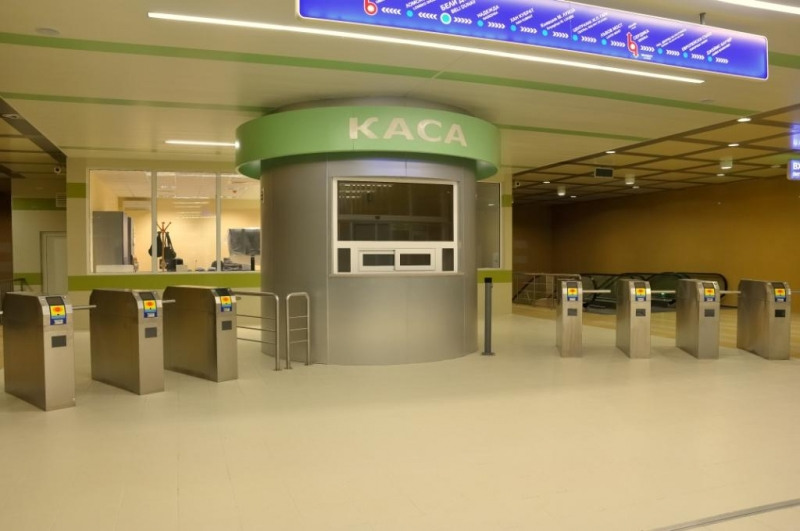